# Авдєєв Іван Никифорович
Іван Никифорович Авдєєв (нар. 17 березня 1949; Феодосія — пом. 9 серпня 2020, Сімферополь) — радянський футболіст, який виступав на позиції півзахисника. Відомий за виступами у сімферопольській «Таврії» у другій та першій лізі чемпіонату СРСР, а також у складі московського ЦСКА у вищій радянській лізі.

## Клубна кар'єра
Іван Авдєєв народився у Феодосії, і розпочав виступи в командах майстрів у 1970 році в команді другої групи «А» «Таврія» з Сімферополя, куди він прийшов разом із іншим вихованцем феодосійського футболу Володимиром Заніним, а також із гравцями московських клубів Аліджаном Іногамовим і Володимиром Бєлоусовим. У першому ж році виступів він став срібним призером першості УРСР, яка розігрувалась серед команд другої групи класу «А». У 1972 році він став бронзовим призером першості УРСР, яка розігрувалась серед команд другої ліги. Наступного року у складі «Таврії» Авдєєв став чемпіоном УРСР, після чого команда здобула путівку до першої ліги. У 1974 році грав у складі «Таврії» вже в першій лізі, у цьому році став також володарем Кубка УРСР серед команд першої та другої ліг. Наступного року Авдєєва призвали до армії, військову службу він проходив у команді вищої ліги ЦСКА з Москви. У вищій лізі футболіст зіграв 3 матчі, й у середині 1976 року повернувся до «Таврії», у складі якої грав до кінця року. Усього в складі сімферопольської команди Іван Авдєєв зіграв 188 матчів у чемпіонаті СРСР. У 1977—1979 роках Авдєєв грав у складі севастопольської «Атлантики». Після закінчення сезону 1979 року Іван Авдєєв грав у аматорських командах «Титан» з Армянська і «Метеор» з Сімферополя, після чого остаточно завершив виступи на футбольних полях. Помер Іван Авдєєв 9 серпня 2020 року в Сімферополі.

## Досягнення
- Переможець Чемпіонату УРСР з футболу 1973, що проводився у рамках турніру в першій зоні другої ліги СРСР.
- Срібний призер чемпіонату УРСР з футболу 1970.
- Бронзовий призер чемпіонату УРСР з футболу 1972.
- Володар Кубку УРСР: 1974.